# Ražanj
Ražanj (serbocroata cirílico: Ражањ) es un municipio y pueblo de Serbia perteneciente al distrito de Nišava del sureste del país.
En 2011 tenía 9150 habitantes, de los cuales 1241 vivían en el pueblo y el resto en las 22 pedanías del municipio. La mayoría de la población se compone étnicamente de serbios (8815 habitantes), existiendo una importante minoría de gitanos (195 habitantes).
Se ubica unos 15 km al noreste de Kruševac, sobre la carretera A1 une Niš con Belgrado.

## Pedanías
Junto con Ražanj, pertenecen al municipio las siguientes pedanías:
| - Braljina - Varoš - Vitoševac - Grabovo - Lipovac - Mađere - Maletina - Maćija - Novi Bračin - Pardik - Podgorac | - Poslon - Praskovče - Pretrkovac - Rujište - Skorica - Smilovac - Stari Bračin - Cerovo - Crni Kao - Čubura - Šetka |